# Hospital Regional de Södra Älvsborg
O Hospital Regional de Södra Älvsborg (sigla: SÄS) - em sueco:  Södra Älvsborgs sjukhus - é um hospital público da Região Västra Götaland, na Suécia. Tem duas unidades hospitalares – SÄS Borås (em Borås) e SÄS Skene (em Skene). 
Dispõe de 395 lugares de tratamento, servidos por 4 100 funcionários. Recebe anualmente cerca de 440 000 pessoas (2018).